# Дом пионеров (Конотоп)

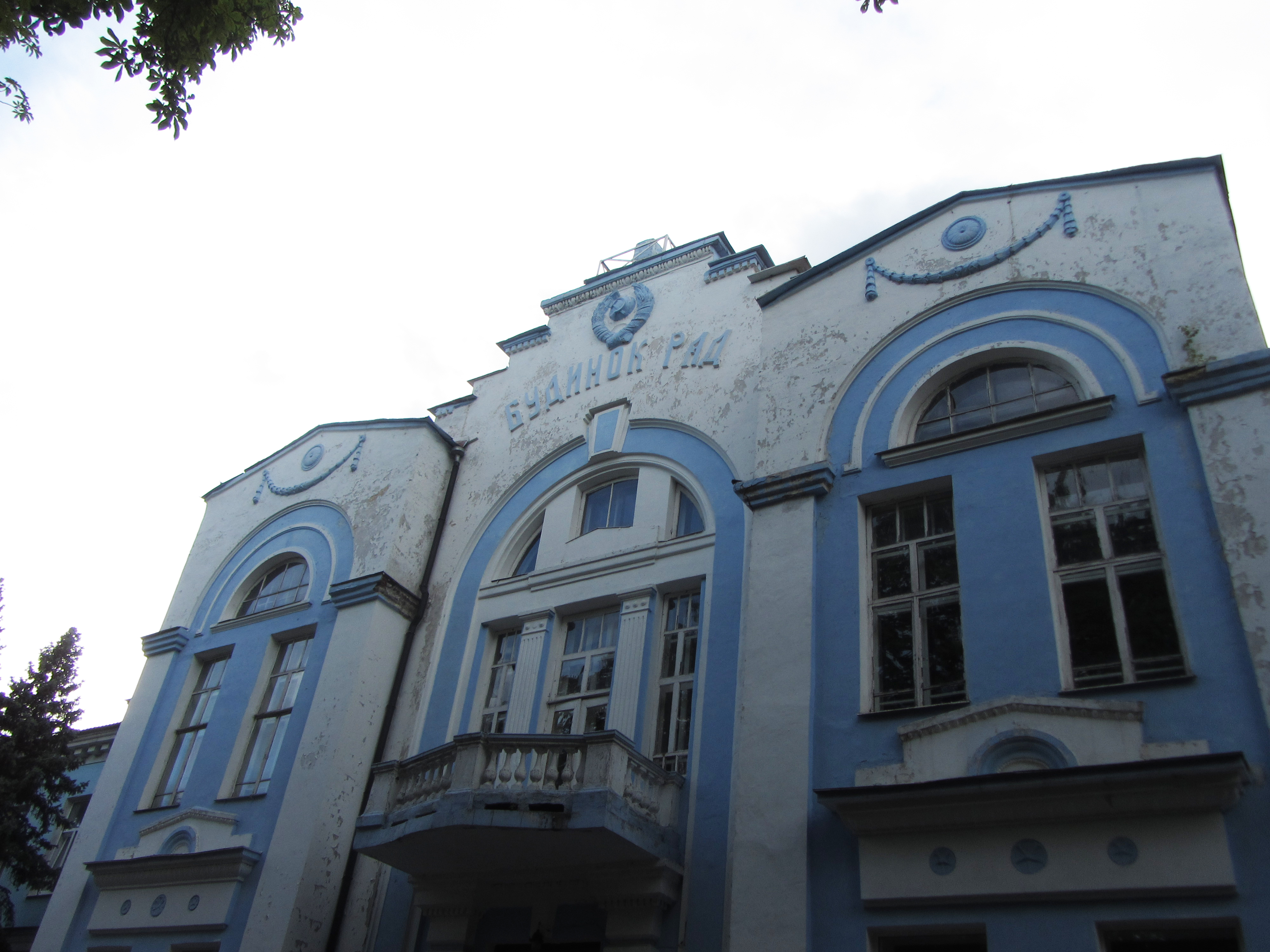
фотоснимок 2013 года

Дом пионеров — это общественное здание в городе Конотоп Сумской области, памятник архитектуры XX века. Находится в коммунальной собственности города.

## История
Здание было построено в 1926—1927 годы как Дом Советов и открыто 20 октября 1927 года.
В ходе Великой Отечественной войны с сентября 1941 года до 6 сентября 1943 года Конотоп был оккупирован немецкими войсками. При отступлении гитлеровцы взорвали все промышленные предприятия, разрушили и подожгли другие здания и строения, однако после окончания боевых действий началось восстановление города. В соответствии с 4-м планом восстановления и развития народного хозяйства СССР строение было реконструировано и возобновило работу в ноябре 1948 года как Дом пионеров.
После провозглашения независимости Украины здание было превращено во внешкольное образовательное учреждение (Центр детско-юношеского творчества).

## Описание
Двухэтажное здание построено в стиле неоклассицизма, фасад украшен лепниной.